# Lycodes vahlii
Lycodes vahlii es una especie de pez de la familia de los Zoarcidae en el orden de los perciformes.

## Morfología
Los machos pueden llegar a alcanzar los 52 cm de longitud total.

## Alimentación
Come gambas y cochinillas.

## Depredadores
Es depredado por Raja radiata , merluza ( Merluccius merluccius ) y, en Noruega, por brosmi ( Brosme brosme ), la lengua de bacalao ( Molva molva ), el halibut ( Hippoglossus hippoglossus ) y el halibut negro ( Reinhardtius hippoglossoides ).

## Hábitat
Es un pez de mar y de aguas profundas que vive entre 65- 1200 m de profundidad.

## Distribución geográfica
Se encuentra desde el Canadá hasta Groenlandia.

## Observaciones
Es inofensivo para los humanos.